# Neprijatelj
Pour plus de détails, voir Fiche technique et Distribution.
Neprijatelj (Непријатељ) est un film serbe réalisé par Dejan Zečević, sorti en 2011.

## Synopsis
Peu après la fin de la guerre, un groupe de soldats serbes chargé de nettoyer des champs de mine découvre un homme caché dans la cave d'une usine.

## Fiche technique
- Titre : Neprijatelj
- Titre original : Непријатељ
- Réalisation : Dejan Zečević
- Scénario : Đorđe Milosavljević, Dejan Zečević et Vladimir Kecmanović
- Musique : Nemanja Mosurović
- Photographie : Dušan Joksimović
- Montage : Marko Glušac
- Société de production : Biberche, Balkan Film, Tivoli Film Produkcio et Maxima Film
- Pays :  Serbie,  Bosnie-Herzégovine,  Croatie et  Hongrie
- Genre : Drame, horreur, thriller et guerre
- Durée : 108 minutes
- Dates de sortie : 
  -  Serbie : 6 mars 2011 (Festival international du film de Belgrade)

## Distribution
- Aleksandar Stojković : Cole
- Vuk Kostić : Caki
- Tihomir Stanić : Daba
- Ljubomir Bandović : Sirovina
- Slavko Štimac : Vesko
- Marija Pikic : Danica
- Dragan Marinković : Lik
- Stefan Bundalo : Guzica
- Goran Jokić : Faruk
- Vladimir Djordjevic : Sivi
- Duško Mazalica : Jovica

## Distinctions
Le film a reçu le prix FIPRESCI au Festival international du film de Sofia et le prix du public au Festival international du film de Thessalonique.